# Richard Honzovič
Richard Honzovič (17. března 1934 Praha – 1. září 2005 Praha) byl český rozhlasový a televizní hlasatel a voiceover.
Svoji kariéru zahájil v roce 1952 v Československém rozhlase. V 60. letech působil i jako hlasatel zpráv Československé televize. Pro své postoje během srpnové okupace v roce 1968 byl z Československé televize propuštěn, do roku 1989 pracoval pouze jako voiceover pro Krátký film Praha (jeho hlas zůstával známý dalších 20 let miliónům filmových diváků díky filmovému zpravodajství pod názvem Československý filmový týdeník), se kterým spolupracoval od roku 1953. Po roce 1989 zahájil opět spolupráci s Československou, později Českou televizí, zejména jako voiceover k technickým a přírodopisným dokumentům, v krátkém období 1992–1994 i v rychlodabingu, který ČST/ČT zkoušela a od kterého později upustila. Jeho velmi dobře známý seriózní bas záměrně používaly pro pobavení či zmatení i zábavné pořady (Česká soda, seriál Z pohádky do pohádky aneb Kreslené pornohrátky[chybí lepší zdroj]), nebo televizní reklamy („Liška spořivá“).
Namluvil hrané pseudodokumentární záběry ve filmu Jára Cimrman ležící, spící.

## Práce pro rozhlas
- 2001 Joseph Sheridan Le Fanu: Ten, který tě nespouští z očí. Přeložil a zdramatizoval Josef Hlavnička, hudba Petr Mandel, dramaturgie Jana Weberová, režie Hana Kofránková. Osoby a obsazení: Patrick O'Grady (Otakar Brousek), kapitán James Barton (Ladislav Frej), Patrik, právník, potomek O'Gradyho (Ivan Trojan), Generál Montague (Josef Somr), Macklin (Stanislav Fišer), Doktor Richards (Miloš Hlavica), George Norcott (Jiří Ornest), neznámý (Stanislav Oubram), Hawkins (David Novotný), Fiakrista (Steva Maršálek), hlas (Richard Honzovič) a Lady Rochdaleová (Věra Kubánková).[2]

## Ostatní
Spolu s místopředsedou Masarykova demokratického hnutí Vratislavem Preclíkem se jako člen jeho předsednictva účastnil také podvečerů pořádaných v Divadle Kolowrat.